# Conill de la Sierra Nevada de Santa Marta
El conill de la Sierra Nevada de Santa Marta (Sylvilagus sanctaemartae) és una espècie de conill del gènere Sylvilagus. És endèmic de Colòmbia, on viu a altituds d'aproximadament 330 msnm a la Sierra Nevada de Santa Marta i zones properes. Anteriorment era considerat una subespècie del conill del Brasil (S. brasiliensis). El seu nom específic, sanctaemartae, significa 'de Santa Marta' en llatí.